# Isotoma christianseni
Isotoma christianseni är en urinsektsart som beskrevs av Fjellberg 1978. Isotoma christianseni ingår i släktet Isotoma och familjen Isotomidae. Inga underarter finns listade i Catalogue of Life.